# CS-335
La CS-335 (Carretera Secundària 335) és una carretera de la Xarxa de Carreteres d'Andorra, que comunica Anyós a la CS-310, amb la CG-3 a la vora d'Ordino. També és anomenada Carretera de l'Aldosa de la Masana.
Segons la codificació de carreteres d'Andorra aquesta carretera correspon a una Carretera Secundària, és a dir, aquelles carreteres què comuniquen una Carretera General amb un poble o zona.
Aquesta carretera és d'ús local ja què només l'utilitzen los veïns de les poblacions que recorre.
La carretera té en total 2,2 quilòmetres de recorregut.

## Projectes

### Rotonda Cruïlla de la C.G.3 amb la C.S. 335, Aldosa[3]
Aquest projecte s'ha desenvolupat per millorar i embellir la CG-3 al tram Pont de Giberga Urb Clota Verda i donar solució a la connexió d'aquesta amb la carretera secundària 335 de Aldosa i de la cruïlla Urb Clota Verda.
La solució desenvolupada permet tots els moviments mitjançant la construcció d'una rotonda. S'ha basat en una secció de rotonda tipus, per facilitar el pas dels vianants i vehicles. El projecte consisteix en el disseny de dues rotondes de gir en la intersecció de la CG-3 amb la CS-335 de l'Aldosa i l'encreuament de l'Urb Clota verda i la millora en el disseny de la senyalització horitzontal i vertical de la CG-3.
Les rotondes s'han dissenyat amb un radi exterior de 5,00 m distribuïts en quatre metres de zona enjardinada i un metres de paviment de llambordes remuntable i l'altra amb un radi exterior de 3,70 m distribuïts en 2,70 m de zona enjardinada i 1 m de paviment de llamborda remuntable. El carril giratori és de 7,00 m d'ample permet un canvi de sentit de qualsevol tipus de vehicle. Les rotondes estan situades centrades respecte a la intersecció dels dos eixos. A la rotonda de la aldosa l'eix de la CG3 presenta una alineació recta amb un pendent aproximat de l'1% i del 3,8 aprox. en la de la Clota Verda.
D'altra banda l'eix de la CS.335 arriba a la rotonda perpendicularment a la CG3, amb pendent aproximada del 1% i l'eix de la carretera de la Urb Clota Verda amb un pendent aproximat del 1.5%.
El projecte inclou una escomesa d'enllumenat a l'illa principal i la instal·lació del reg a les zones enjardinades.
Així mateix la tipologia de senyalització vertical s'ha convingut amb els serveis tècnics del Ministeri d'Ordenament Territorial i Medi Ambient i l'Agència de Mobilitat.

### El Govern licita obres de millora a les CS 335[4]
El Consell de Ministres ha aprovat avui la licitació d'obres de millora a les carreteres secundàries CS-335 fins l'Aldosa a la Parròquia de la Massana, i a la CS-280 de Grau Roig, a la Parròquia d'Encamp.
En el cas dels treballs a la CS-335, aquests s'emmarquen en la 1a fase, i consisteixen en la realització d'actuacions de millora del drenatge transversal i lineal. Es millorarà també l'estat de la cuneta pels dos costats, riu i muntanya, amb una longitud total de 590ml. Les obres es faran a la zona de la cruïlla entre la CG3 i la CS335 direcció l'Aldosa, i al PK 2+200 de la CS335.
La licitació es fa mitjançant concurs nacional i la data límit de presentació de les ofertes és el 17 de maig.

## Punts d'Interés
- Església de Sant Ermengol

### Senderisme: Anyós - L'Aldosa: El Camí del Solà[5]
El Camí del Solà es troba a la Parròquia de La Massana, entre els pobles d'Anyós i de l'Aldosa. És un recorregut de menys de 8 km de longitud i d'unes 4 hores de durada. El seu nivell de dificultat és mig.
La Ruta del Camí del Solà s'inicia al km 1 de la carretera CS-335 que uneix Anyós i L'Aldosa (està senyalitzat amb un rètol de fusta). Començarem a caminar per un tram asfaltat i després continuarem pel camí dels Cortals, fins que trobarem una borda, a partir de la qual el camí puja fent ziga-zagues, deixant a esquerra un camí que puja cap a Angleves.
Més endavant, el camí ens durà per dins del bosc: travessarem el riu de l'Aspra i arribarem a una pista forestal. Després de passar la Borda de l'Estall i el camí que porta a la font de Mallol, trobarem el rètol del camí de Coll del Gomà, que ens marcarà l'inici del camí de retorn. Passarem una cadena de ferro i seguirem per un tram de pista secundària fins a arribar a una cruïlla que hi ha a la dreta del camí. Agafarem el camí que baixa per dins del bosc fins a la carretera de la Gonarda, des d'on seguirem la carretera asfaltada fins al poble de L'Aldosa.
L'itinerari s'inicia al km 1 de la Carretera Secundària 335.

## Recorregut
- Anyós
- L'Aldosa de la Masana
- Ordino

| Tipus de Sortida | Direcció de la sortida | Carretera que hi enllaça | Qm |
| ---------------- | ---------------------- | ------------------------ | -- |
| CS-335           | Anyós                  | CS-310                   |    |
|                  | El Bosquet             | Camí                     |    |
|                  | El Cortalet            | Camí                     |    |
|                  | L'Aldosa de la Masana  |                          |    |
|                  | Ordino                 | CG-3                     |    |